# Mapa radziwiłłowska

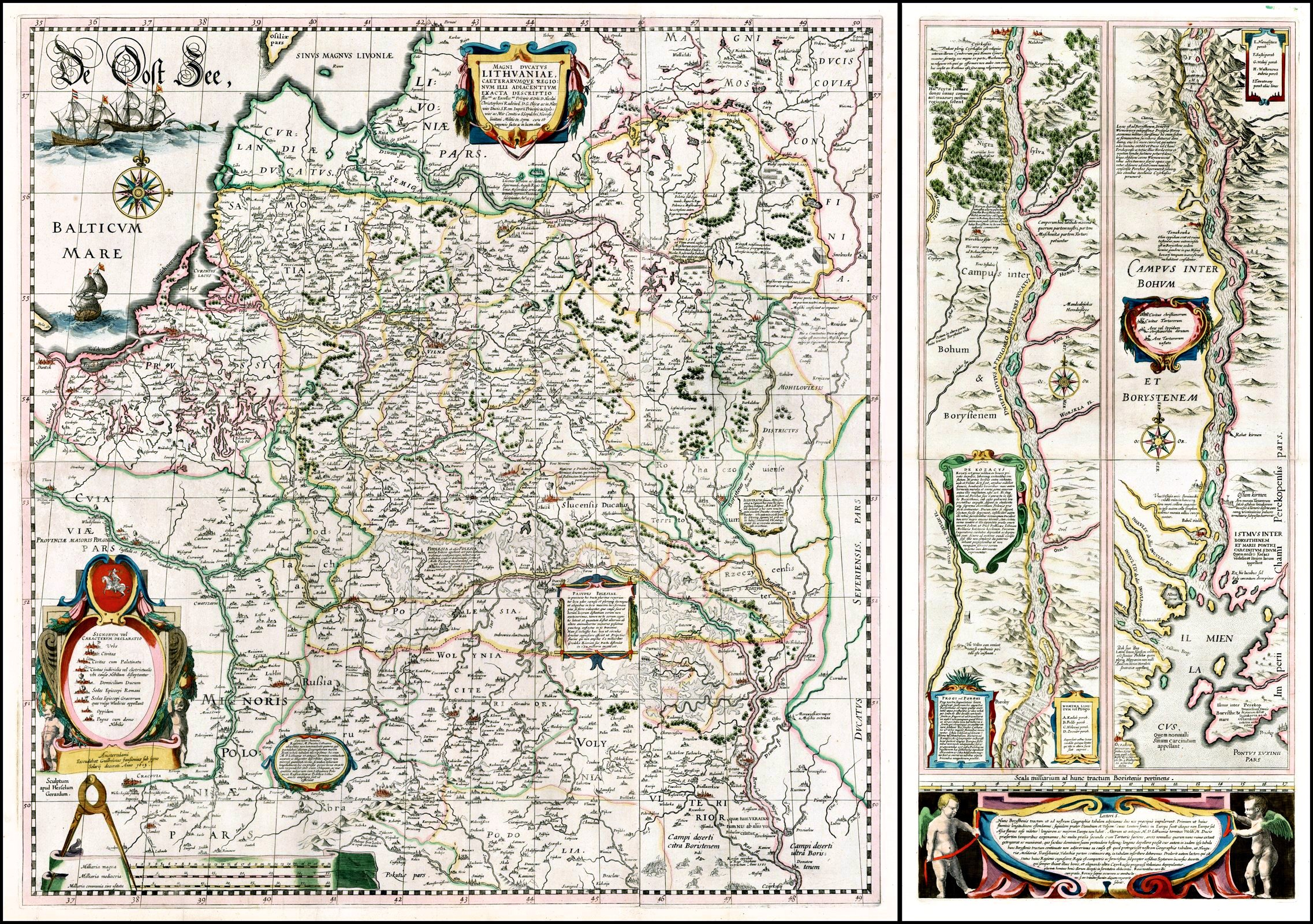
Mapa radziwiłłowska, wydanie z 1613 roku zawierające mapę Dniepru. Pod mapami znajdował się również opis geograficzny i etniczny

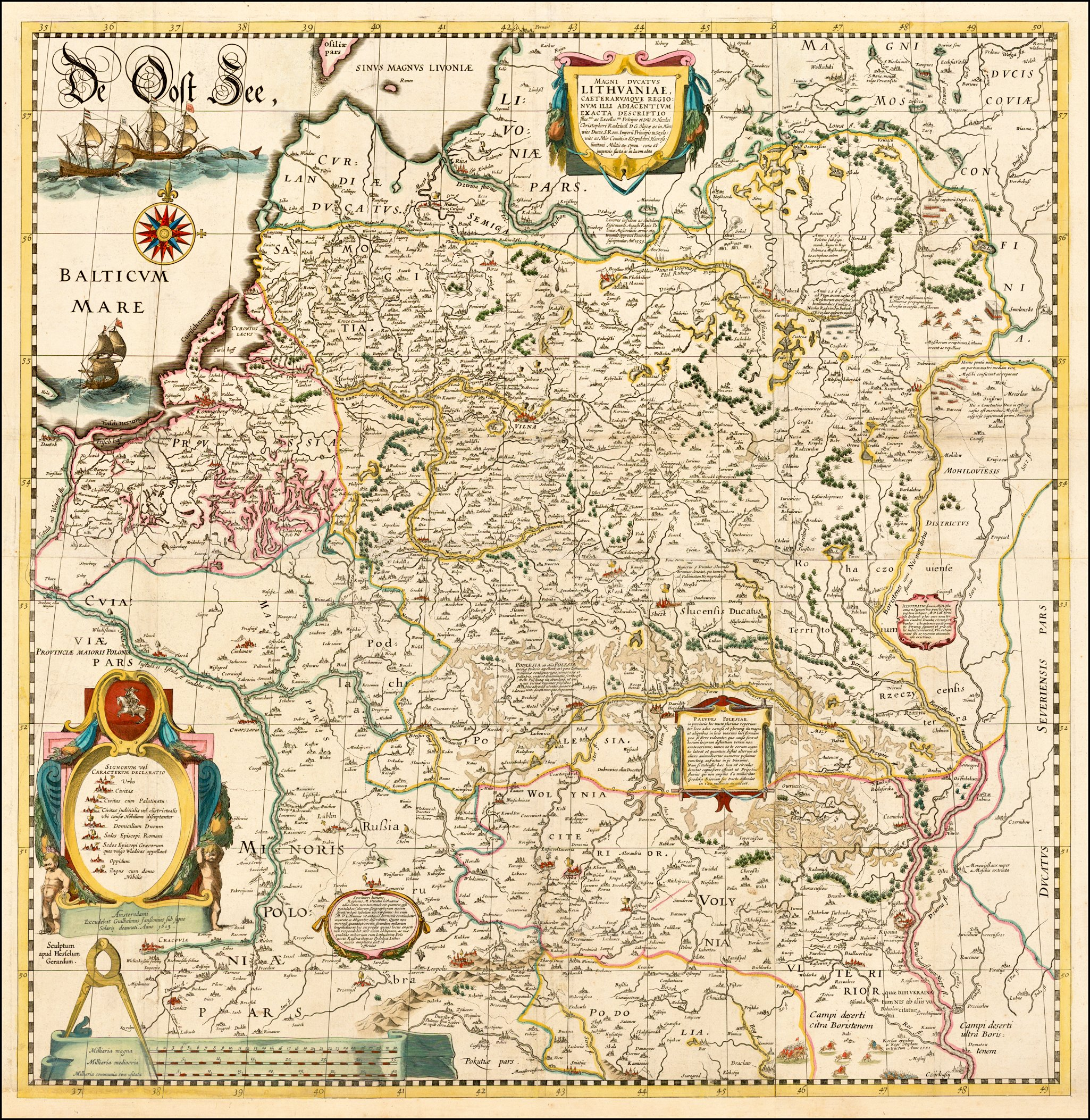
Mapa radziwiłłowska, wydanie z 1635 roku

Oddzielne wydanie mapy ze schematem dolnego Dniepru, wyd. 1640

Magni Ducatus Lithuaniae caeterumque regionum illi adiaciencium exacta descriptio (pol. Dokładne opisanie Wielkiego Księstwa Litewskiego i krajów sąsiednich), znana jako mapa radziwiłłowska – mapa ziem Wielkiego Księstwa Litewskiego w skali 1:1 300 000 powstała pod nadzorem Mikołaja Krzysztofa Radziwiłła „Sierotki”, wykonana przez niderlandzkiego kartografa i grawera Hessela Gerritsza na podstawie rysunków Tomasza Makowskiego. Mapa została wydana w 1613 w Amsterdamie w drukarni Willema Janszoona Blaeu.
Mapa radziwiłłowska uważana jest za arcydzieło sztuki kartograficznej. Pod względem precyzji i dokładności przewyższała późniejsze mapy XVII- i XVIII-wieczne. Była szeroko wykorzystywana w kartografii Europy Wschodniej.

## Opis

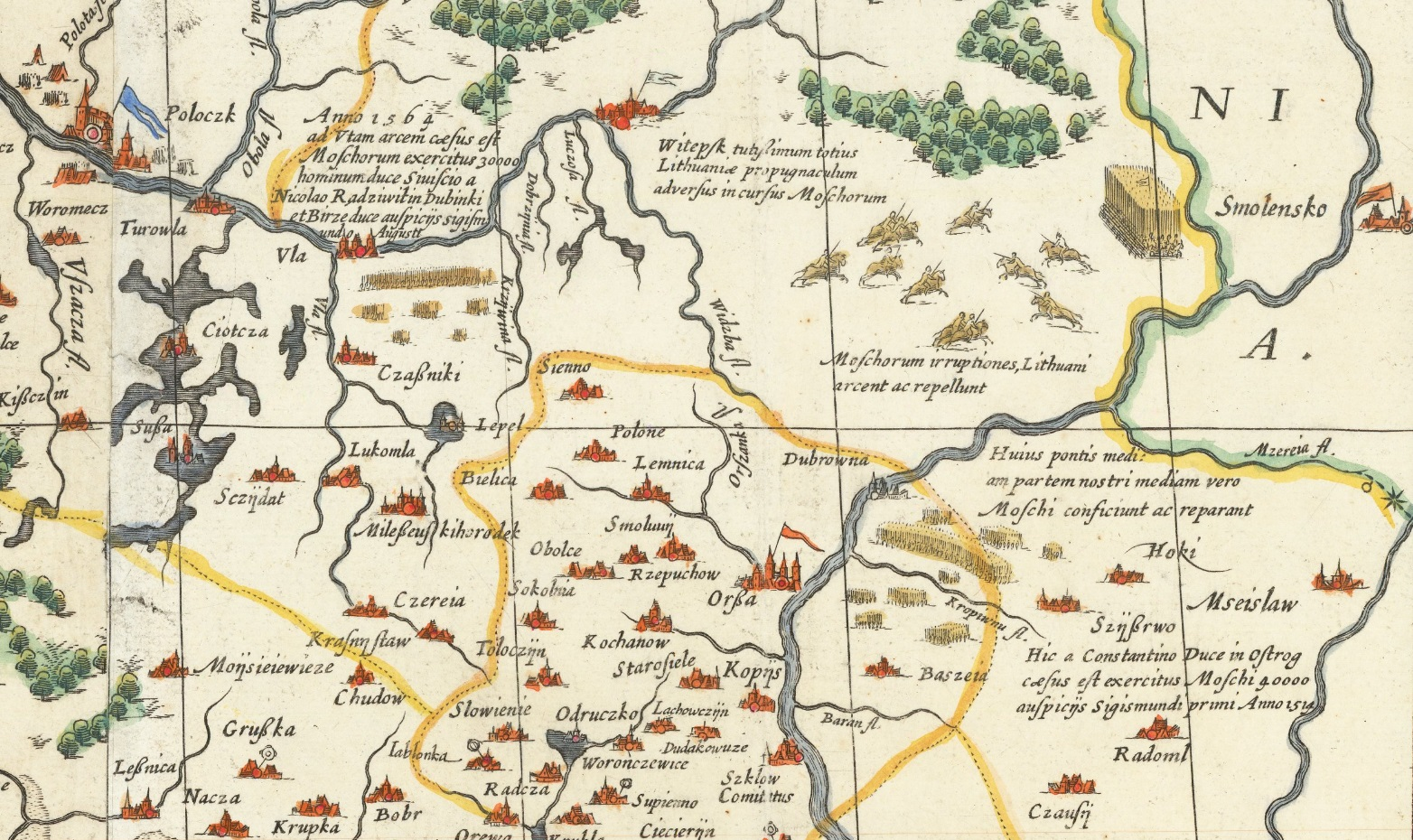
Fragment mapy przedstawiający Bramę Smoleńską

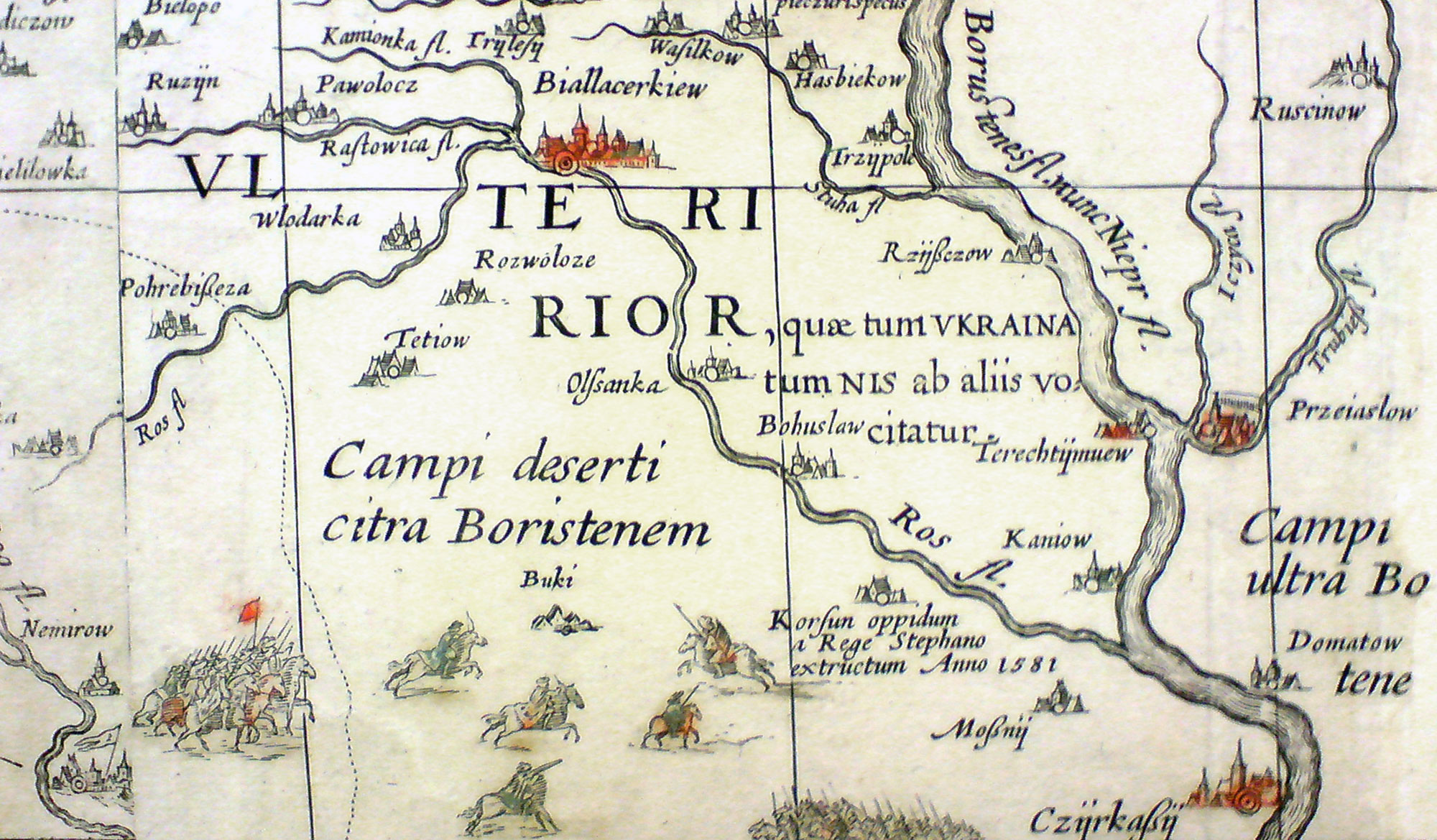
Fragment mapy przedstawiający rzekę Roś

Mikołaj Krzysztof Radziwiłł, zwany „Sierotką”, od 1579 roku marszałek wielki litewski i później wojewoda wileński, zainteresował się wykonaniem dokładnej mapy Wielkiego Księstwa Litewskiego zgodnie ze współczesnymi standardami sztuki kartograficznej. W tym celu zebrał zespół, w skład którego wchodził wojewoda kijowski Konstanty Wasyl Ostrogski, angielski matematyk i jezuita Jakub Bosgrave oraz rysownik Tomasz Makowski, dworzanin Radziwiłła.
Zespół Radziwiłła pracował nad mapą od 1595 do 1599 roku. Zbieraniem materiałów i dokonywaniem pomiarów zajął się Tomasz Makowski, który też najprawdopodobniej sporządził główny rysunek mapy. Parametry geograficzne zostały częściowo zaczerpnięte z dokumentów pomiary włócznej, reformy rolnej zainicjowanej w 1547 roku przez królową Bonę Sforzę. Na mapie zaznaczono 1020 miejscowości, spośród których 357 było przedstawionych w kartografii po raz pierwszy.
Pierwotnie miedziorytowa karta była przewidziana jako mapa ścienna. Oprócz przedstawienia ziem Wielkiego Księstwa Litewskiego w granicach z końca XVI wieku, mapa przedstawiała również terytoria sąsiednie (duża część Ukrainy, Prusy Książęce, Kurlandia, część Mazowsza i Małopolski). Dodatkowo zawierała dwuczęściowy schemat dolnego Dniepru aż do jego ujścia w Morzu Czarnym, wraz z dodatkowymi opisami np. porohów. Dniepr stanowił dla Wielkiego Księstwa Litewskiego ważny szlak komunikacyjny oraz transportowy. Podobną rolę odgrywała przedstawiona na mapie Dźwina. Pod mapami znajdował się obszerny opis geograficzny i etniczny Wielkiego Księstwa Litewskiego.
W późniejszych wydaniach szkice Dniepru i dolny opis usunięto, i wówczas mapa Wielkiego Księstwa Litewskiego była drukowana samodzielnie jako kwadrat o wymiarach ok. 74 × 74 cm.
W 1631 roku Willem Blaeu umieścił mapę również w wydanym przez niego atlasie Appendix Theatri A.Ortelii et Atlantis G. Mercatoris. Aby poprawić czytelność mapy w atlasie, drukował ją z czterech miedzianych płyt i umieszczał na czterech osobnych stronach, zaś mapy Dniepru dołączył oddzielnie. W sumie do roku 1670 rodzina Blaeu opublikowała 17 razy mapę radziwiłłowską Litwy w swoich atlasach w niezmienionym formacie z datą 1613.
Mapa radziwiłłowska wyróżnia się niezwykłą jak na swoje czasy precyzją oraz bogactwem szczegółów geograficznych, któremu towarzyszą liczne opisy i scenki ikonograficzne. Analiza dokładności lokalizacji osad wskazuje, że jest ona równie lub dokładniejsza niż mapy Wielkiego Księstwa wykonane do 1770 roku. Kolejną cechą są wyjątkowo szczegółowe i dokładne sieci hydrograficzne przedstawione na mapie. W rezultacie przez ponad sto lat mapa radziwiłłowska była uważana za najważniejsze źródło informacji o terytorium Wielkiego Księstwa Litewskiego, a dziś stanowi cenne źródło historyczne.